# Georges-Eugène Lestien
Georges-Eugène Lestien, francoski general, * 23. avgust 1880, † 5. junij 1960.